# Иванов-Паймен, Влас Захарович
Влас Захарович Иванов-Паймен (5 марта 1907, с. Верхнеигнашкино Бузулукского уезда Оренбургской губернии (ныне Грачёвский район (Оренбургская область) — 17 декабря 1973, Куйбышев) — чувашский советский писатель, поэт, журналист, редактор, переводчик. Лауреат Государственной премии Чувашской АССР (1966).

## Биография
Родился в бедной крестьянской семье.
Участник Гражданской и советско-польской войн. В 1918 году окончив начальную школу, ушёл добровольцем в Красную Армию. После окончания Военно-политической школы работал политруком взвода особой военной дружины, участвовал в боях на польском фронте.
В 1924—1925 годах работал пионервожатым в школе села Карлинское (Майнский район).
В 1927 году окончил совпартшколу и до 1930 работал преподавателем в средних и средне-технических учебных заведениях в г. Самаре.
В 1930—1933 учился в Самарском педагогическом институте, одновременно учился в аспирантуре и работал преподавателем философии на рабфаке, в армейском комвузе.
В. Паймен был организатором издания книг, газет и журналов на чувашском языке в Средне-Волжском крае.
С 1933 по 1936 — ответственный редактор краевой чувашской газеты «Колхозник», специально выпускавшейся для чувашей, проживающих в Самарской области. Под его руководством издавался литературно-художественный журнал «Лёд тронулся», позже — «Средняя Волга». Стал инициатором создания краевого отделения Союза писателей СССР. С 1934 по 1938 — председатель правления союза писателей Средневолжского края (куда до декабря 1934 г. входило и Оренбуржье), редактировал журнал «Волжская нива».
Член Союза писателей СССР с 1934 года (с момента основания). Делегат Первого съезда советских писателей (1934).
Был репрессирован.

## Творчество
Литературная деятельность Иванова-Паймена началась в конце 1920-х годов со стихов и рассказов. Заслуженную славу принесла ему повесть «Çěпре» (Дрожжи, 1927), в которой показана классовая борьба в деревне накануне коллективизации. В 1927 году на конкурсе, посвящённом 10-летию Октябрьской революции, книга получила премию.
Автор более 20 книг. Заметной вехой в развитии чувашской прозы является его роман «Кěпер» (Мост) о борьбе народов Поволжья за установление Советской власти. По мнению критиков[каких?], данный роман — история рождения нового пути деревни из векового национального гнёта к новой жизни, и роман о возникновении дружбы двух народов — чувашей и русских. За данное произведение в 1966 писатель был удостоен Государственной премии Чувашской АССР им. К. В. Иванова.
На русском языке написал книгу «Горький в Самаре» (1937) и «Чапай» (1938). Перевёл на русский стихи многих чувашских поэтов, а на чувашский язык — сонеты Шекспира.

## Избранные произведения
- «Вăтам Атăл» (Средняя Волга),
- «Çěнтерекен вăй» (Побеждающая сила),
- «Горький в Самаре»,
- «Чапай»,
- «Волжские песни»,
- «Три встречи»,
- «Клеёнчатая сумка»,
- «Кěпер» (Мост)
- «Тантăшсем» (Ровесники).

## Награды
- Государственная премия Чувашской АССР им. К. В. Иванова

## Память
В декабре 2001 года в рамках празднования дней чувашской культуры в Самарской губернии на доме, где жил и работал классик чувашской литературы Влас Захарович Иванов-Паймен (Самара, ул. Самарская, 203) установлена мемориальная доска.